# Österreichisches Kulturforum Paris

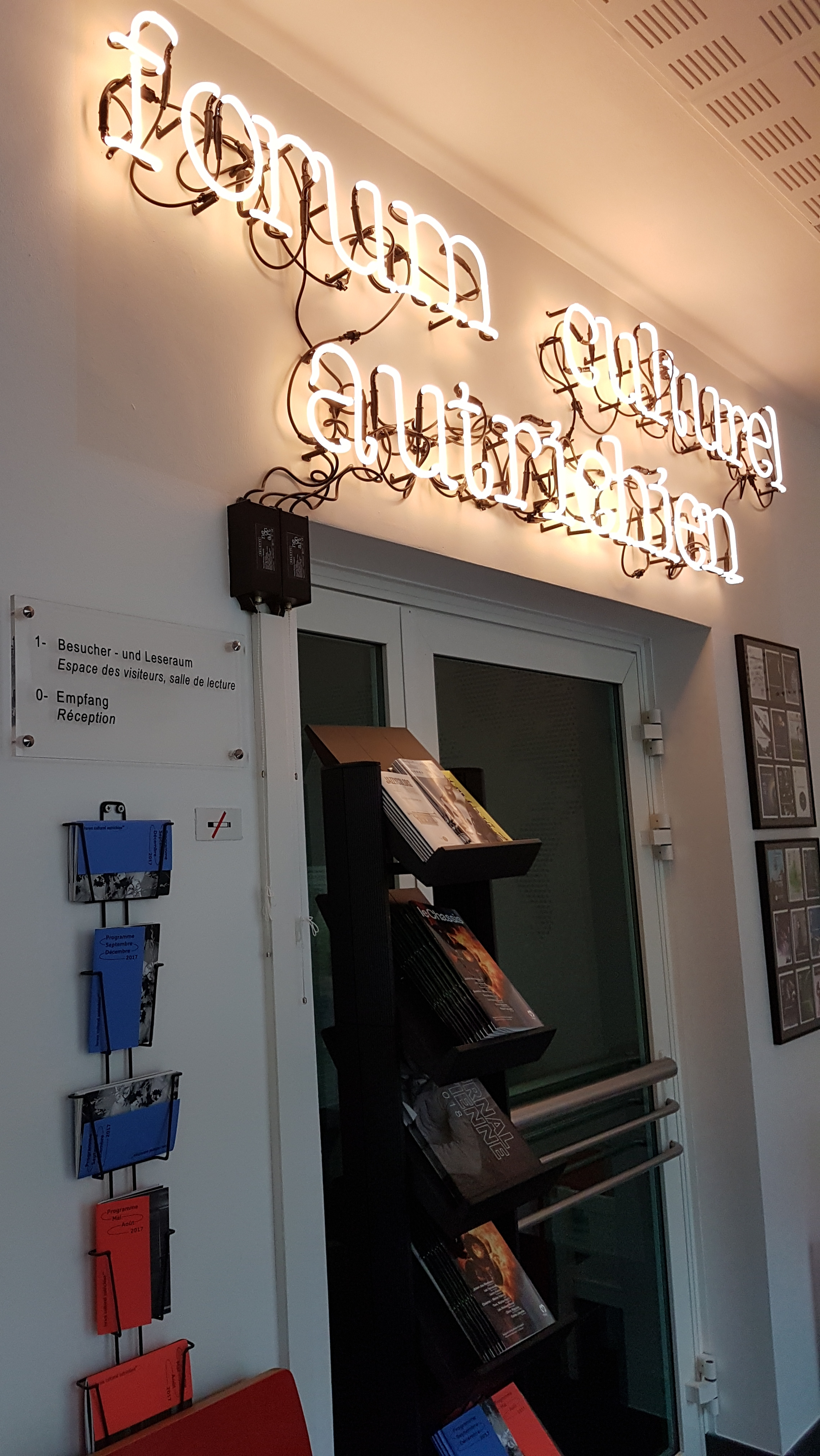
Eingang des ÖKF Paris (2017)

Das Österreichische Kulturforum Paris (ÖKF Paris, franz. Forum Culturel Autrichien) befindet sich im 7. Arrondissement von Paris in der Avenue de Villars 17.

## Geschichte
Es wurde 1954 als Plattform für österreichische Kunst, Kultur und Wissenschaft in Frankreich eingerichtet und  soll zwischen österreichischen Kulturschaffenden sowie Wissenschaftlern und französischen Partnern vermitteln. Zeitgenössische kulturelle Ausdrucksformen stehen im Zentrum des ÖKF-Engagements. Das ÖKF Paris ist Teil des Netzwerkes der Kulturforen des Bundesministerium für Europa, Integration und Äußeres.

## Tätigkeit
Die österreichische Auslandskultur, die konzeptuell und organisatorisch vom Bundesministerium für Europa, Integration und Äußeres gestaltet wird, zielt darauf ab, Innovation und Kreativität aus Österreich in den Bereichen Kunst, Kultur und Wissenschaft im Ausland zu präsentieren und zu unterstützen. Im Zentrum steht die Förderung zeitgenössischer kultureller Ausdrucksformen.
Das ÖKF Paris arbeitet daran, das internationale Ansehen Österreichs als moderne, weltoffene und pulsierende Kulturnation darzustellen sowie den kulturellen und wissenschaftlichen Austausch in und mit Frankreich zu fördern. Die inhaltlichen Schwerpunkte für die Jahre 2015 bis 2018 sind im „Auslandskulturkonzept 2015-2018“ wie folgt formuliert: Film und Neue Medien, Architektur, Tanz, Frauen in Kunst und Wissenschaft und Österreich als Dialog-Standort.
Stützen der Zusammenarbeit des ÖKF Paris sind die Netzwerke der Österreichlektoren an  16 Universitäten in Frankreich, die ca. 100 Sprachassistenten sowie die Künstlerresidenz-Programme wie mit der Cité Internationale des Arts Paris. Das ÖKF Paris ist  Mitglied der Vereinigung internationaler Kulturinstitute in Paris (FICEP) sowie der Vereinigung nationaler Kulturinstitute der EU-Mitgliedstaaten (EUNIC Paris).

## Bibliothek
Das ÖKF Paris verfügt über eine Bibliothek mit ca. 33.000 Medien. Neben Entlehnung von Büchern und DVDs werden in der Bibliothek auch Österreich-Briefings für Schüler- und Studentengruppen angeboten.